# 環境マネジメント研究科
環境マネジメント研究科（かんきょうまねじめんとけんきゅうか）は、環境のマネジメントに関して高度な開発研究と教育を行うことを目的とした大学院研究科である。
名古屋産業大学大学院および法政大学大学院に設置されている。環境マネジメントに関する専攻が開設され、環境分野の経営と環境社会の仕組み、マネジメントについての研究が行われている。